# Chen Jia
Chen Jia (en chino: 陈佳; 12 de septiembre de 2004) es una deportista china que compite en saltos de trampolín. Ganó dos medallas en el Campeonato Mundial de Natación de 2025, oro en trampolín 3 m sincro y plata en trampolín 3 m.

## Palmarés internacional
| Campeonato Mundial | Campeonato Mundial  | Campeonato Mundial | Campeonato Mundial   |
| Año                | Lugar               | Medalla            | Prueba               |
| ------------------ | ------------------- | ------------------ | -------------------- |
| 2025               | Singapur (Singapur) | Medalla de oro     | Trampolín 3 m sincro |
| 2025               | Singapur (Singapur) | Medalla de plata   | Trampolín 3 m        |